# Света Петка (Драма)
Света Петка (грч. Αγία Παρασκευή, Агија Параскеви) је насељено место у општини Доксат у периферији Источна Македонија и Тракија, Грчка. Према попису из 2021. године било је 272 становника.
Света Петка је била читлучко насеље у коме су живели Роми муслимани. На попису  из 1913. године имала је 137 житеља. Године 1923. муслиманско становништво је принудно исељено у Турску а на њихово место је насељено 64 грчких избегличкх породица, којих је на попису из 1928. године било 329. Село се раније звало Водовишта.